# Langrisser
Langrisser (с нем. дословно «длинный рватель/резатель», яп. ラングリッサ) — серия видеоигр, состоящая из пяти частей и разработанная компанией Masaya, отделением компании Nippon Computer Systems, образованным в ранних 1990-х и занимавшимся разработкой программного обеспечения. Команда разработчиков, занимавшаяся разработкой игры в Masaya, называется Career Soft.
Игры происходят в мире, в котором известно всего два мегаконтинента: Эл Саллия (англ. El Sallia) и Йелес (англ. Yeless). Исключая четвёртую и пятую части, все игры проходят исключительно в Эл Саллии, хотя иногда упоминается другой континент. Игра сделана в фэнтезийном немецком духе, но поднимает религиозные вопросы вроде дитеизма и поклонения мечу в определённой исторической среде.

## Игровой процесс

Геймплей Langrisser II.

Игровой процесс в серии Langrisser похож на многие другие тактические ролевые игры. Игра разделена на сценарии, каждый из которых раскрывает часть сюжета посредством бесед персонажей во время боя.
В начале битвы игрок располагает боевых командиров (подобны героям в других ролевых играх) на карте и нанимает юнитов (от англ. unit, в военном смысле под этим термином понимается самое мелкое воинское соединение, способное действовать самостоятельно). Бой всегда основывается на пошаговой (или походовой) системе. В первых двух играх ход любым юнитом может быть сделан в любой момент во время вашего хода, но за один раз можно сделать ход только одним юнитом. В последних двух играх появились часы и юниты двигались согласно их параметру agility.
Каждый юнит в этой игре — это группа из десяти бойцов.
Класс командира определяет его радиус командования. Юниты, сражающиеся в пределах командного радиуса, получают бонус к атаке и защите вследствие близости их командира.
Командиры способны восстанавливать жизнь (или хит-пойнты), используя команду Heal\treat, которая восстанавливает 3 HP и 2 MP. Войска командира восстанавливаются, находясь на клетке, смежной с командиром по вертикали или горизонтали. Каждый восстановит 3 HP в начале следующего хода.
Баланс построен по принципу «Камень, ножницы, бумага». Летающие юниты сильны против солдат (здесь под солдатами имеется в виду пехота ближнего боя, вооружённая мечами), но слабы против лучников. Солдаты сильны против копейщиков, но слабы против кавалерии. Кавалерия сильна против солдат, но уязвима для копейщиков. Священные юниты сильны против демонов. Морские юниты получают преимущество, когда атакуют из воды.
Игровой движок, использованный в Langrisser III, значительно отличается от движка остальных игр в серии, полагаясь на массовые битвы между целым отрядом командира и врага.

## Сюжет
На Эл Саллию с незапамятных времен влияли силы «богов». Злые боги изначально составляли собственное «племя», и через определённое время один из них подчинил себе всех остальных. Он был темным богом, Хаосом, которому и поклонялось дьявольское племя. Напротив, Луширис (Lushiris), богине света, поклонялись люди.
У обоих богов было своё воплощение, призванное показать свою силу миру людей и подготовить его к своему пришествию. Воплощением Хаоса был Бёзер (Böser, также известен как Bozel, Bosel), князь тьмы, который на самом деле являлся пойманной в ловушку душой проклятого человека. Воплощением Луширис была Джессика (Jessica), маг. Обоим воплощениям дали по одному мечу, каждый из которых нёс в себе силы богов. Бёзер был ответственен за Альхазард (англ. Alhazard), Джессика — за Лангриссер (англ. Langrisser). Избирая героя для своих мечей в каждой эре, они ввергли мир в бесконечную цепь войн.
Сам Лангриссер был копией Альхазарда, сделанной в древние времена, и он был привязан к душе Зигхарта (англ. Sieghart) — Потомка Света и первого короля Элтлида (англ. Elthlead), позже называвшегося Балтией (англ. Baltia).
Эта серия является, на самом деле, расширением более старой игровой серии стратегических игр от NCS, в которую входили: Elthlead, Gaia no Monsho (The Crest of Gaia), Gaifreim (Guyframe) и т. д. Первые две игры сконцентрированы на битве Зигхарта с Бёзером за силу Gaia. Последняя игра сконцентрирована на далеком будущем: Элвин Ламберт, новый герой, обнаруживает силы, потерянные в далеком прошлом. Юниты типа Gaifreim были впервые воссозданы Придворным Магом Федерации, Гизарофым, и темным богом, Гендрасилом, в Langrisser IV.

## Список игр серии
Ниже приведен полный список выпущенных игр в серии Langrisser.
Основная серия
- Langrisser I[англ.] (Sega Mega Drive (1991), PC (1998)) [Название в США: Warsong] 
  - Langrisser: Hikari no Matsuei (TurboGrafx-16 CD) (1993)
- Langrisser II[англ.] (Sega Mega Drive (1994), ПК (1998)) 
  - Der Langrisser (Super NES) (1995)
  - Der Langrisser FX (NEC PC-FX) (1996)
- Langrisser III[англ.] (Sega Saturn (1996), ПК (1998), PlayStation 2 (2005))
- Langrisser IV[англ.] (Sega Saturn) (1997)
- Langrisser V: The End of Legend[англ.] (Sega Saturn) (1998)

Другие игры
- Langrisser Millennium (Sega Dreamcast, ПК) (1999)
- Langrisser Millennium: The Last Century (WonderSwan) (2000)
- Langrisser Tri-Swords (ПК) (2012)
- Langrisser Re: Incarnation Tensei[англ.]  (Nintendo 3DS) (2015)
- Langrisser Mobile (Android, ПК) (2019)

Сборники
- Langrisser I & II (Sony PlayStation) (1997)
- Langrisser Tribute (Sega Saturn) (1998)
- Langrisser IV & V: Final Edition (Sony PlayStation) (1999)
- Langrisser: Dramatic Edition (Sega Saturn) (1998)
- Langrisser I & II Remake (PlayStation 4, Nintendo Switch, ПК) (2019)

Der Langrisser — ремейк Langrisser II с нелинейным сюжетом. Langrisser: Dramatic Edition — ремейк Langrisser I & II, порта Langrisser и Der Langrisser для Sony Playstation. Langrisser Tribute — сборник из пяти игр для приставки Sega Saturn.
Langrisser Millennium и Langrisser Millennium: The Last Century обычно не считаются частью основной серии Langrisser. Они были созданы другими разработчиками, и у них нет сюжетных связей с другими играми серии.
Выходили также игры для ПК на китайском и корейском.
CareerSoft сейчас разрабатывает серию Growlanser для Atlus.

## Краткое описание игр серии

### Langrisser (Warsong вСША)
Вышел в 1991 году в Японии для приставки Sega Mega Drive.
Был довольно популярен в Японии, за что и удостоился чести быть изданным в США компанией Treco под названием Warsong. В США, однако, был не особо известен.
Сюжет для того времени был обычным: история о священном мече, который был похищен и должен быть возвращен. По современным меркам его можно считать примитивным, однако нельзя сказать, что эта игра и начала весь сюжет серии. Langrisser продолжил сюжет серии стратегических игр от NCS, упоминаемой выше. Игра, тем не менее, старается поднять вопрос о войнах и способах их прекращения.
Игре всего 20 сценарий миссий (по сюжету игры).
Игровой процесс сформировался именно в этой серии. Командиры меняли класс каждые десять уровней, причём игроку позволялось выбрать один из двух классов. Концепция полководца и его юнитов появилась именно тут.
Игра официально вышла только на японском языке. Однако был сделан полный перевод на английский и русский языки.

### Langrisser II
Вышел в 1994 году в Японии для Sega Mega Drive.
Сюжет продолжал историю первой части. Действие происходило через несколько сотен лет после событий первой части игры Langrisser.
В целом, сюжет стал намного более захватывающим и поднимал такие вопросы как, например, вопрос войн и способов их прекращения (можно ли насилие прекратить насилием?), вопрос предательства (стоит ли сражаться за страну, которая является «злой»?), храбрости (стоит ли сдаваться, когда битва уже проиграна?) и т. д.
Игре всего 27 сценарий миссий (по сюжету игры) + 3 секретный сценарий миссий. Только на Sega Mega Drive.
Игровой процесс изменился несильно. Основные изменения: количественные (больше воинов, классов, продолжительность игры), появились юниты, способные атаковать через несколько клеток, на десятом уровне стало возможным выбирать из 3, а не из 2 классов.
Игра официально вышла только на японском языке. Однако был сделан полный перевод на английский и русский языки.

### Der Langrisser
Вышел в 1995 году для Super Famicom.
Являлся ремейком Langrisser II для Super Famicom. Также вышел только на японском языке.
Игра до сих пор считается одной из лучших или даже лучшей в серии.
Сюжет сильно изменился. Теперь игрок может выбирать путь развития сюжета, он может предать своих изначальных спутников и обратить их во врагов, а врагов — в друзей. Однако же основная дорога, светлая (которая, к слову, тоже имеет несколько вариаций), в общем, повторяет историю Langrisser II. Также игра стала более динамичной.
Глобальных изменений в игровом процессе не было. На 10 уровне стало возможным выбирать только из двух классов, но самих классов меньше не стало.
Фанатский перевод в данный момент полностью завершен.

### Langrisser III
Дата выхода — 1996 год.
Игра, вызвавшая больше всего нареканий со стороны фанатов.
Геймплей был сильно изменен, был сделан акцент на массовые битвы. Игра стала трёхмерной.
Langrisser III был приквелом к Langrisser. Его действие происходит до событий первой части игры Langrisser.

### Langrisser IV
Дата выхода — 1997 год.
После неоднозначно принятого Langrisser III разработчики решили вернуться к более традиционной системе. Игра снова становится двумерной, но очередь хода для каждого юнита теперь высчитывается индивидуально.
Сюжет является продолжением Langrisser II. Действие происходит через 200 лет после событий второй части игры.
Есть неофициальный перевод на английский язык.

### Langrisser V
Дата выхода — 1998 год
Изменений в геймплее немного. История Langrisser V происходит сразу после событий Langrisser IV.

### Langrisser I & II Remake
Дата выхода — 2019 год